# Igor Blažina
Igor Blažina, slovenski poslovnež in politik, * 22. junij 1961.
Med letoma 1997 in 2002 je bil član Državnega sveta Republike Slovenije.

## Izobraževanje
Rojen je v Postojni, kjer je obiskoval gimnazijo. Diplomiral je na Biotehniški fakulteti v Ljubljani, na oddeleku za agronomijo, smer vinogradništvo sadjarstvo. Magistriral je leta 1992 z nalogo Vzgoja zdravih trsov vinske trte sorte Zelen z metodo termoterapije in tkivne kulture.

## Kariera
V letih 1987 -1992 je deloval kot univerzitetni asistent za Vinogradništvo na katedri za Sadjarstvo in vinogradništvo na Oddelku za agronomijo Biotehniške fakultete v Ljubljani. 
Od 1992 - 1999 je bil direktor Kmetijske zadruge Vipava z.o.o. 1999 - 2000 je bil direktor vinske kleti in mlekarne Agroind Vipava 1894 d.d. 
2000 - 2002 je bil direktor Kolosej kinematografov d.o.o. Ljubljana. 
2003 - 2005 je bil vodja svetovalnega oddelka na Kmetijsko gozdarski zbornici Slovenije pri Kmetijsko gozdarskem zavodu Ljubljana. 
2005 - 2011 je bil direktor Gospodarske zbornice Slovenije, Območne zbornice Notranjsko kraške regije v Postojni in predstavnik Slovenije v nadzornem odboru za evropske projekte objadranskih držav. 
2007 - 2010 je bil direktor Zbornice za poslovanje z nepremičninami v Ljubljani. 
Od 2010 do 2016 je bil direktor enote Turistične znamenitosti Postojnska jama d.d. v Postojni in član ocenjevalne komisije za evropske projekte. 
2016 je v Mokronogu ustanovil založbo in produkcijsko hišo Muck Blažina, ki jo tudi vodi. 
Od 2018 do 2022 je bil direktor Nepremičninskega inštituta Slovenskega nepremičninskega združenja FIABCI d.o.o.

## Zasebno
Od leta 2016 živi v Mokronogu, od 2018 poročen z Deso Muck. Ima sina in hčer.